# 97 Kloto
97 Klotó (mednarodno ime 97 Klotho, starogrško starogrško 'Κλωθώ':  Klotó) je  asteroid tipa M v glavnem asteroidnem pasu.

## Odkritje
Asteroid je odkril Ernst Wilhelm Leberecht Tempel (1821 – 1889) 17. februarja 1868.. Asteroid je poimenovan po eni izmed Mojr iz grške mitologije.

## Lastnosti
Asteroid Kloto obkroži Sonce v 4,36 letih. Njegova tirnica ima izsrednost 0,257, nagnjena pa je za 11,783° proti ekliptiki. Njegov premer je 82,8 km, okrog svoje osi pa se zavrti v 35,15 urah 

Čeprav je to asteroid tipa M, je radarski albedo tako nizek, da bi težko trdili, da asteroid vsebuje zlitino železa in niklja.